# Hyphydrus ater
Hyphydrus ater är en skalbaggsart som beskrevs av Bilardo 1982. Hyphydrus ater ingår i släktet Hyphydrus och familjen dykare. Inga underarter finns listade i Catalogue of Life.